# هیلو (شاه)
هیلو، از پادشاه سلسله اوان در ایلام کهن می‌باشد. او تقریباً همزمان با منیشتوسو در اکد به پادشاهی رسیده‌است و کهن هیلو به افتخار به تخت رسیدن این فرمانروای اکدی دستور داد که تندیسی از منیشتوسو در شوش بسازند و آن را به نارونته که ایزدبانو پیروزی بود تقدیم کرد. از این پادشاه ایلامی اطلاعات اندکی در دسترس است.